# Isinu
Isinu, Usmu ou Isimude é um personagem da mitologia suméria, sendo o mensageiro pessoal de Enqui, ajudou a prender Apsu sob o encanto do sono eterno. E habitou com seu senhor na morada de Apsu, até que Marduque venceu Tiamate. Possuía duas faces que olhavam para lados opostos. De acordo com a lenda Inana e Enqui, Isimude sempre estava a dispor de seu mestre Enqui que lhe dizia:
"Isimude, meu ministro, meu doce nome do céu!" [...] "Já que ela disse que ainda não partiria daqui para Unugue Culaba, que ela ainda não partiria daqui para o lugar onde Utu ..., eu ainda posso alcançá-la? [...] "Onde estão o cargo de en padre, o escritório do lagar sacerdote, a divindade, o grande e bom coroa, trono real?" [...] 
Nesta lenda, ele é quem cumprimenta Inana quando ela chega ao templo E-Apsu em Eridu. Isimude também é aquele que informa Enqui que os mes foram roubados.